# Guettarda erosa
Guettarda erosa är en måreväxtart som beskrevs av Ignatz Urban och Erik Leonard Ekman. Guettarda erosa ingår i släktet Guettarda och familjen måreväxter.
Artens utbredningsområde är Haiti. Inga underarter finns listade i Catalogue of Life.